# Kanton Le Muy
Kanton Le Muy is een voormalig kanton van het Franse departement Var. Kanton Le Muy maakte deel uit van het arrondissement Draguignan en telde 25.543 inwoners (1999). Het werd opgeheven bij decreet van 27 februari 2014, met uitwerking op 22 maart 2015.

## Gemeenten
Het kanton Le Muy omvatte de volgende gemeenten:
- Le Muy (hoofdplaats)
- Puget-sur-Argens
- Roquebrune-sur-Argens